# 動物祭

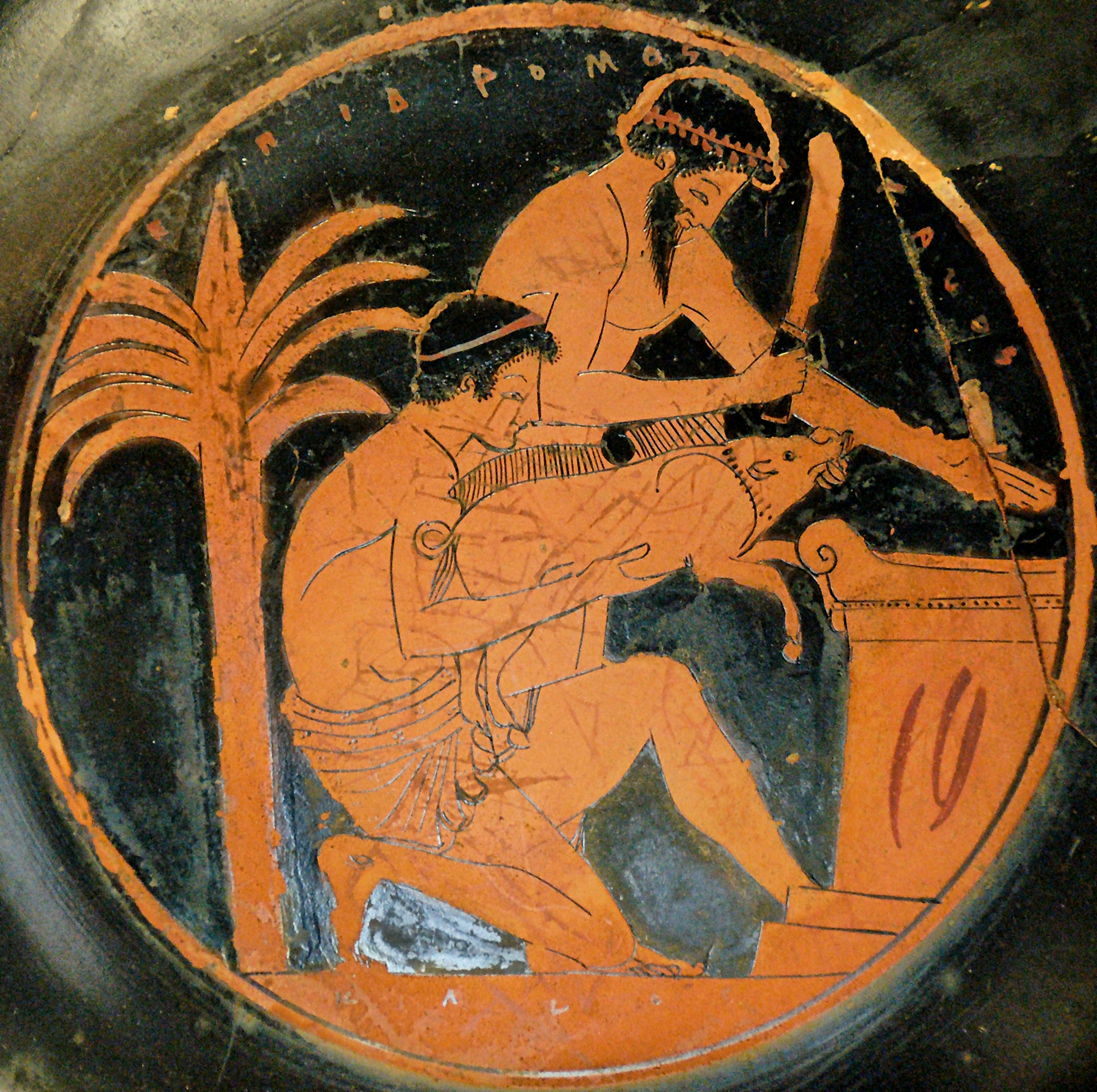
古希臘的紅彩陶器上描繪了獻祭豬的情景，公元前510~500年，現藏於羅浮宮。

动物祭是指將動物宰殺以獻給神靈的宗教行為。动物祭在基督教传入以前的欧洲和古代近东很常见，今天仍然在亞洲與非洲繼續存在，且比人祭更普遍。
一些文化，如古希腊人，會在宴會中吃掉祭品大部分可食用部分，並將剩下的燒掉獻祭；有且些文化，例如猶太燔祭，會將整隻動物火化祭神；現代華人文化，通常不會將祭品的任何部分燒掉，在祭祀之後可以吃掉祭品。被獻祭的動物通常是最好的、被精挑細選的。
以祭祀為目的的宰殺與依照教規宰殺平常食用的動物是不一樣的行為，例如按清真食品規定宰殺平日食用的牲畜就不算是動物祭。

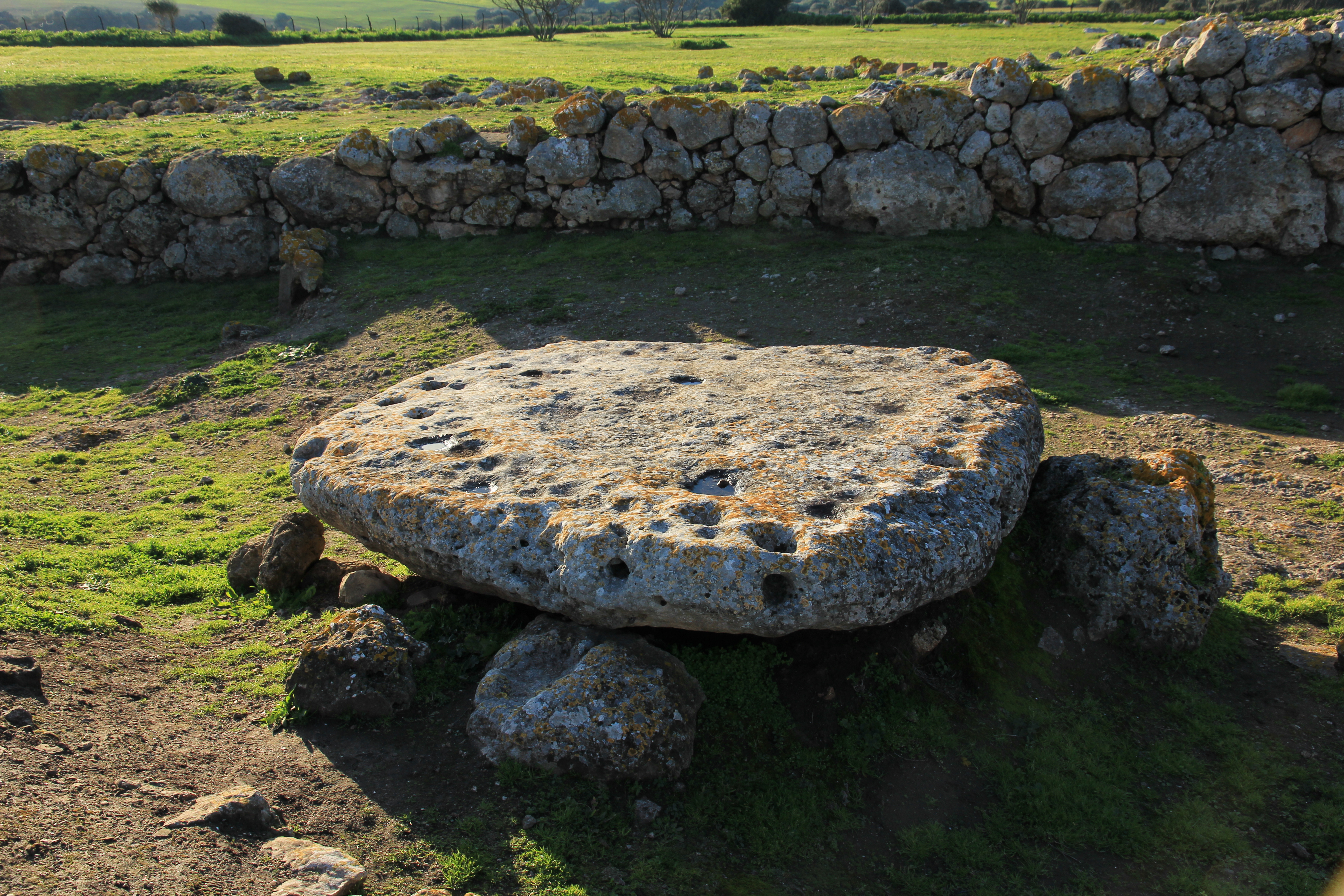
撒丁岛Monte d'Accoddi遺址的一個祭坛，可能曾用於动物祭。

## 史前時代
新石器革命期間，人类主要的經濟活動开始從狩猎转向農耕與驯養家畜。沃爾特·伯克特（Walter Burkert）在《Homo Necans》中提出一個理論，就是將馴養的牲畜祭神可能是古代狩猎仪式的延续，因为牲畜取代了獵物作為人類的蛋白質攝取來源。 
已知最早的动物祭来自古埃及。最古老的含有動物遺骸的墳墓來自上埃及的巴达里文化，该文化在公元前4400年至4000年之间蓬勃发展， 其中有些墓有綿羊和山羊，有些有瞪羚被埋在人類的腳附近。在希拉孔波利斯發現的遺跡可追溯到公元前3000年，发现了更多种类的动物遗骸，包括狒狒和河马等野生動物，可能是为了纪念有權勢者，或者與生前的主人埋在一起。 根据希罗多德的说法，文字出現後的古埃及，动物祭仅限于牲畜——绵羊、牛、猪和鹅——每种祭祀都有屬於自己的規範。 
公元前3000年的銅石並用時代，动物祭已廣泛出現於各個文化，并且似乎更普遍地仅限于家畜。在迦特，考古证据顯示迦南人从埃及进口献祭用的绵羊和山羊，而不選用他们自己的牲畜。 撒丁岛的Monte d'Accoddi遺址是欧洲已知最早的圣地之一，发现了獻祭羊、牛和猪的证据，大約在公元前3000年之後出現。 在一處米諾斯文明的聚落，挖掘出公元前2000年至公元前1700年间的动物祭祀盆。 
然而，西班牙的Cueva de la Dehesilla洞穴中发现了一只年轻山羊的遗骸，这與新石器时代中期的葬礼仪式有关，可追溯到公元前4800至4000年之间。動物祭的歷史可能比已知的更古老。 

## 歐洲

### 铁器时代的欧洲
對基督教傳入以前的凱爾特和日耳曼宗教知之甚少。羅馬雖然有一些關於凱爾特人和日耳曼人的記載，但羅馬人比較喜歡記錄對他們而言較獵奇的人祭而不是動物祭。北歐宗教的儀式被比較完整的紀錄下來，基督教傳入以前的北歐人似乎像希臘人一樣會吃掉大部分的祭品。

### 古希腊

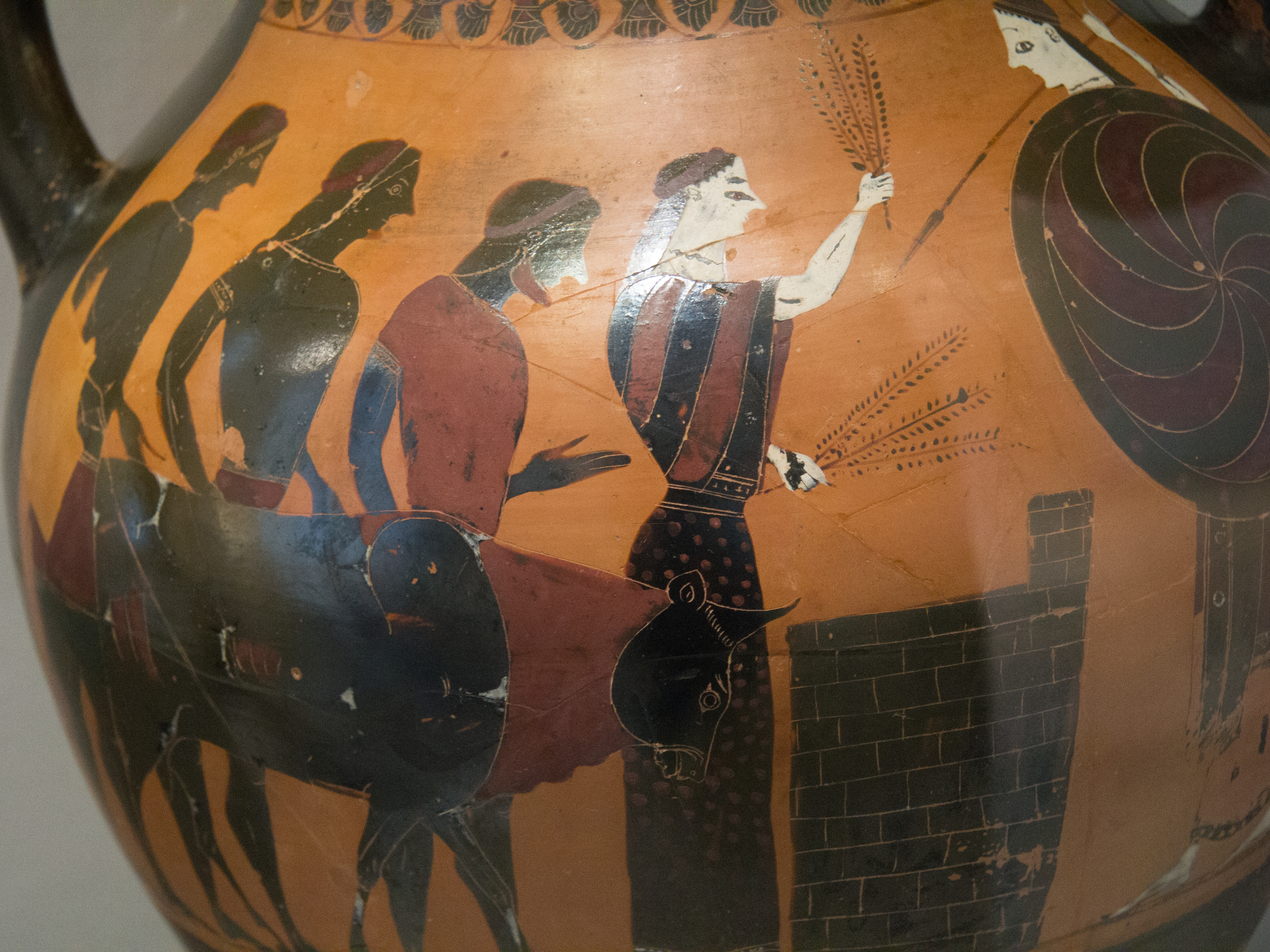
一头公牛被带到雅典娜的祭坛。花瓶，C．公元前545年。

古希腊宗教在祭坛献祭家畜，伴隨讚美詩和祈禱。祭壇不屬於神廟的一部分，不會被設在神廟內部。
希腊人喜欢相信动物很高兴被牺牲，并穿鑿附會動物的各種行為以證明這件事。被獻祭的动物应该是同类中最完美的，選擇的優先順序是公牛、母牛、绵羊（最常见）、山羊、猪（小猪是最便宜的哺乳动物）和家禽，重要節日中可能會獻祭數百頭牛，很少獻祭野生鸟类或鱼类。 古希臘陶器可以看到人們獻祭較晚被引進希臘的马和驴（ 900–750 BCE ），但在文献中很少提及。除了獻祭動物外，居民也可以只在聖火上丟一粒香以聊表心意，住在城市外的農民也會簡單獻祭農產品。
被選中的動物會被花环一類的飾品装饰，由一个头上頂着藏著刀的篮子的女孩帶頭领到祭坛前，在前導仪式之后在祭坛上被宰殺，所有在场的女性會用高亢的声音尖叫。牠會被當場支解，血被收集起来倒在祭坛上，内脏、骨头和其他不可食用的部分會燒掉祭神，肉则供参与者食用（軍隊的領導者可以現場品尝），獸皮通常會被寺廟出售给制革商。希腊喜剧經常有人類在獻祭時設法拿走比神好的部位的情節。 
臟卜在希臘宗教中的地位不如臟卜在羅馬、伊特拉斯坎宗教或古代近東文化中那麼顯眼（希臘人更喜歡從鳥類的行為占卜），但確實存在，尤其阿波羅信仰中會透過肝臟進行占卜。

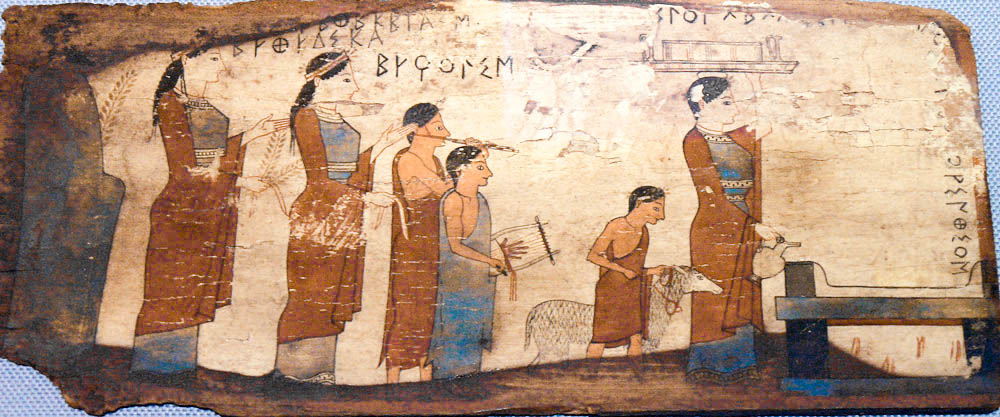
Pitsa版畫描繪的羔羊牺牲場景，科林斯，公元前540～530年

在一些古希腊文学，特别是荷馬史詩中，可以看到古希臘人進行動物祭的情節。
在荷馬史诗中，每当神明顯靈或需要向神求助時，就会举行特别的宴会，例如在希臘聯軍出发前往特洛伊之前，奥德修斯就徒劳地向宙斯献祭了一只公羊。荷马史诗中的祭祀场合可能反映了神是古希臘社會的一份子而非＂外人＂，祭祀仪式可以視為人和神之間的＂社會聯繫＂。 要注意的是，《伊利亞特》裡並不是每一個王子的宴會都以獻祭開場。 
克托尼俄斯神的獻祭儀式與其他奧林匹斯神不同，有人提出，克托尼俄斯可能是希腊原始宗教的殘餘，而奧林匹斯神可能來自在公元前3000年后期佔領巴尔干半岛南部的征服者，後來融入希臘本土宗教。 
在公元前323年亚历山大大帝去世后的希腊化时期，一些新的哲学思想开始质疑以动物献祭的伦理。 

### 古罗马

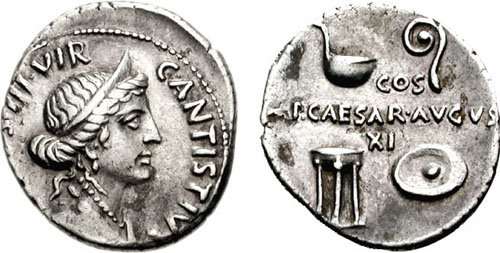
奥古斯都发行的银币，正面是维纳斯半身像，反面是仪式用具：从右上顺时针方向依次為：占卜手杖（ lituus ）、祭酒碗（patera） 、三脚架和勺子（ simpulum ）

古罗马宗教中最強大的祭品是动物，通常是家畜如牛、羊和猪。每一个祭品都是同类中最好的，牠們會被清洗，戴上祭祀的裝飾與花环，牛角可以镀金。牺牲的目的是寻求尘世和神靈間的和谐，所以祭品必须看起来愿意代表人們献出自己的生命，冷静、迅速而俐落地被獻祭。 
給上界諸神的祭祀是白天公開进行的。人們會獻祭和神明性別相同且不育、毛色純白的動物，例如茱諾的祭品是一頭白色的小母牛；一年一度的執政官宣示時，會獻給朱比特一头白色的閹牛。但如果該神明與土地有關，則會獻祭有生育能力的動物，包含馬爾斯、雅努斯、尼普頓和各种守護神（包括羅馬皇帝的守護神），例如在庞贝城，曾發現人們獻祭公牛給時任羅馬皇帝的守護神，雖然也有人貢獻香或酒等小貢品，但獻祭牛應該是比較標準的作法。祭祀結束後，祭品的Exta（特定的內臟，包含膽、肝、心和肺）和血液要獻給神明，而人類可以享用其他內臟和肉，所以會舉行分食宴會。如果是国宴，會把神像放在宴會沙發上較尊貴的位置並焚燒Exta祭祀祂們，牛的Exta會被放在壺里燉，羊和豬的則會串起來烤，熟了之後抹上儀式用的鹹麵粉和酒後放在祭壇中焚燒；官员和祭司的席位則依次排列，讓他們可以躺在自己的位子上吃祭肉。
下界諸靈，如冥界神和死者，祭祀會在夜間進行，並燔祭毛色純黑且肥美的動物，没有共享宴会，因为羅馬人認為生者不能与死者共餐。 有時會向刻瑞斯或其他冥界女神献祭怀孕的牲畜，每年的福特希迪亞節（Fordicidia，一個豐收節日）上會給特魯斯獻祭一头怀孕的母牛。
祭品的顏色有象徵意義，有時會獻祭毛色黑白相間的動物給同時属于天堂和冥界的半神和英雄。羅馬人也會在羅比古斯節獻祭紅色的狗並以紅酒奠酒，以祈求作物不會枯萎或長紅黴。 
犧牲也有可能是用於酬神或為瀆神贖罪，例如阿爾瓦祭司（Arval Brethren）在必須違反禁忌戴著鐵器進入聖林前會進行piculum儀式，通常會獻祭一隻豬。 

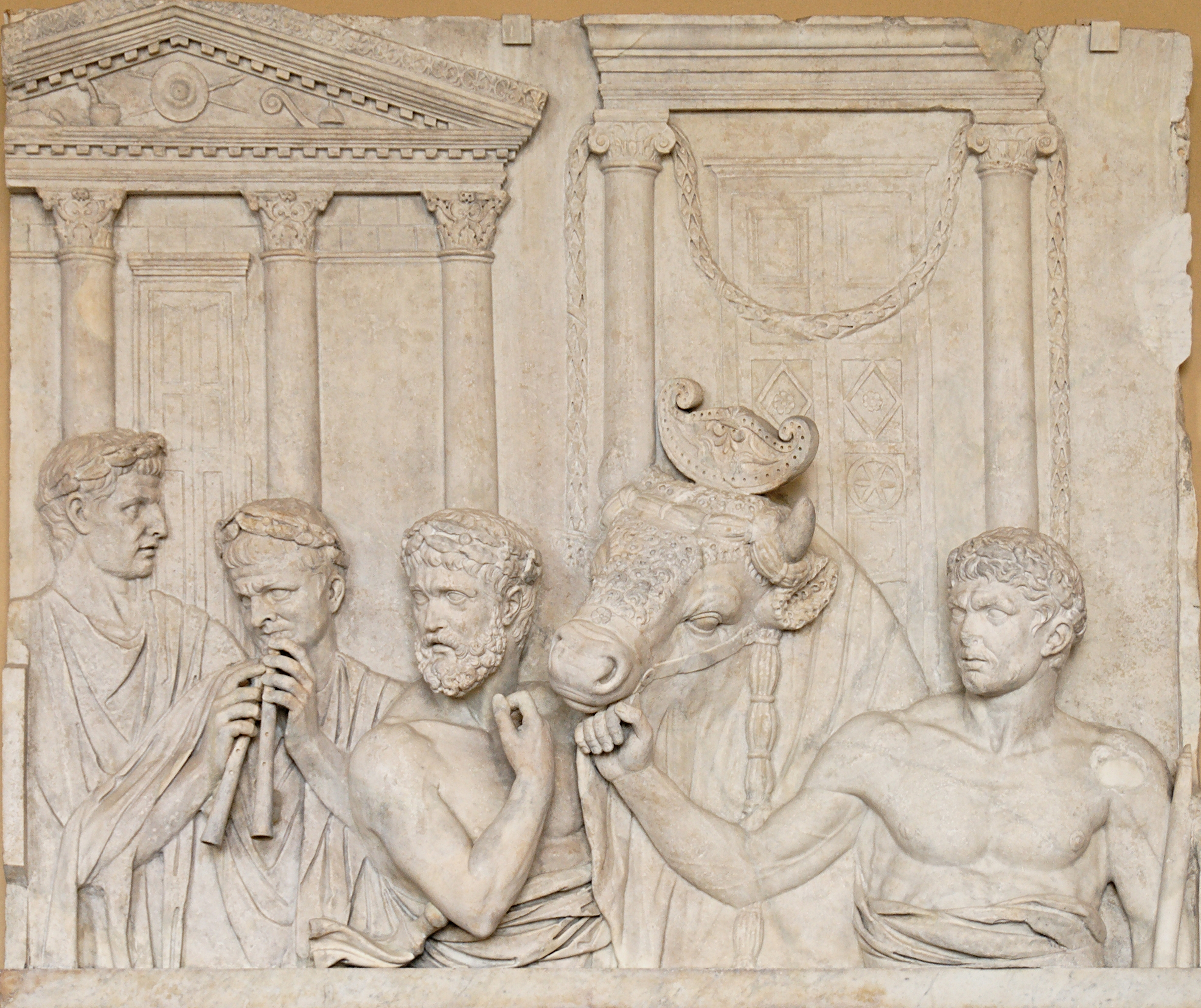
准备动物祭品。大理石建筑浮雕碎片．公元２世紀前期．意大利罗马

神明降下災難的力量，但也可以保護人類不被災難荼毒，所以人們可以在旅行前提前安撫神靈以避免延误或遭遇災禍，且應該在安全結束旅程之後酬神。在國家遭遇重大危機時，元老院可以舉辦集体仪式，所有罗马公民（包括婦女和兒童）會在寺廟之間遊行祈禱。 
在非常情況時，犧牲可能會更豐盛，例如第二次布匿戰爭時，羅馬人就向朱比特許願，假如祂連續五年以上保護軍隊，就會獻祭當年出生的每一頭動物給祂，假如動物在還願儀式前死亡或者被偷走，則會被當成是神提前收走了祂的貢品。一般來說，如果神明沒有遵守＂协议＂保佑人類，人們就會扣留祭品，例如羅馬皇帝圖拉真過世時，因為神明沒有照協議保佑皇帝，所以本來要獻給神的祭品就被扣留。 

### 斯基泰人
根据希罗多德（公元前484年至公元前425年）的說法，斯基泰人會獻祭各种牲畜，其中以馬最為出名，而從來沒有獻祭豬的紀錄，推論斯基泰人可能不養豬。 希罗多德描述斯基泰人的献祭方式如下：
祭品的前腳被綁住，獻祭的祭司站在牠的後頭，拉住繩子放倒牲畜；牲畜倒下的瞬間，祭司高呼他要獻祭的神之名，用套索繞住動物的脖子，在其中穿入一根木棍，轉動木棍以絞死動物，不生火、＂不從祭品身上得到任何初步的供品＂（翻譯存疑，原文...or making any first offering from the Victim）、不奠酒：祭司勒死祭品並剝皮後，接下來會將祭品烹煮［中略］......肉煮熟了之後，祭司會先＂用肉做初步的獻祭＂（the sacrificer takes a first offering of the flesh），去除內臟並把它們丟在他的前面。
希羅多德還說，斯基泰人會用囚犯活人獻祭。

## 亞洲

### 古代近东
动物祭祀在古美索不达米亚、古埃及和波斯等古代近东文明以及希伯来人中很普遍。与希腊人不同，这些文化中，祭品通常會整隻被燒掉或埋掉，而不會被吃掉。 

### 亚伯拉罕諸教

#### 犹太教
猶太教的五祭分別是燔祭、素祭、平安祭、贖罪祭、和贖愆祭。希伯来圣经说耶和华命令以色列人在各种祭坛由祭司親手獻祭，選用妥拉指定且经过犹太仪式屠宰的动物，例如公牛、绵羊、山羊或鸽子。谷物、膳食、酒或香也可以當作祭品。
以色列人還在沙漠中时，只在会幕献祭，直到所罗门圣殿建成后，聖殿成為哈拉卡唯一允許的獻祭場所。所羅門聖殿和第二聖殿在公元前70年以前相繼被毀，之後獻祭被禁止，然而在公元2世纪的犹太-罗马战争期间短暂恢复，此后某些猶太社群仍然继续进行。
撒玛利亚人（一個与犹太人有关的民族）會根据撒馬利亞五經进行动物祭。

#### 基督教

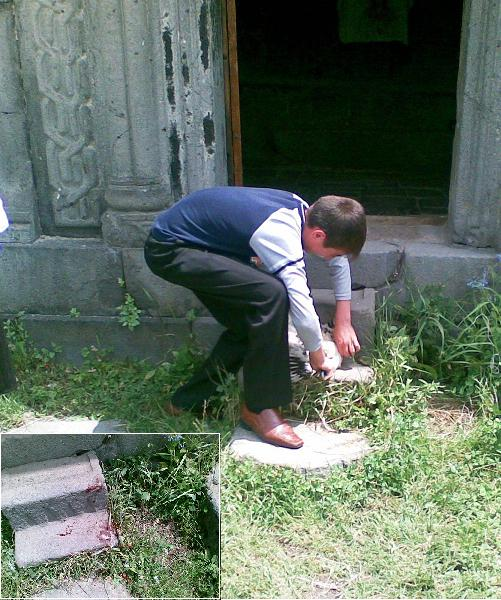
修道院教堂入口处，一隻公雞被獻祭給上帝，這種習俗在亞美尼亞稱為Matagh（亚美尼亚阿拉韦尔迪，2009 年）。

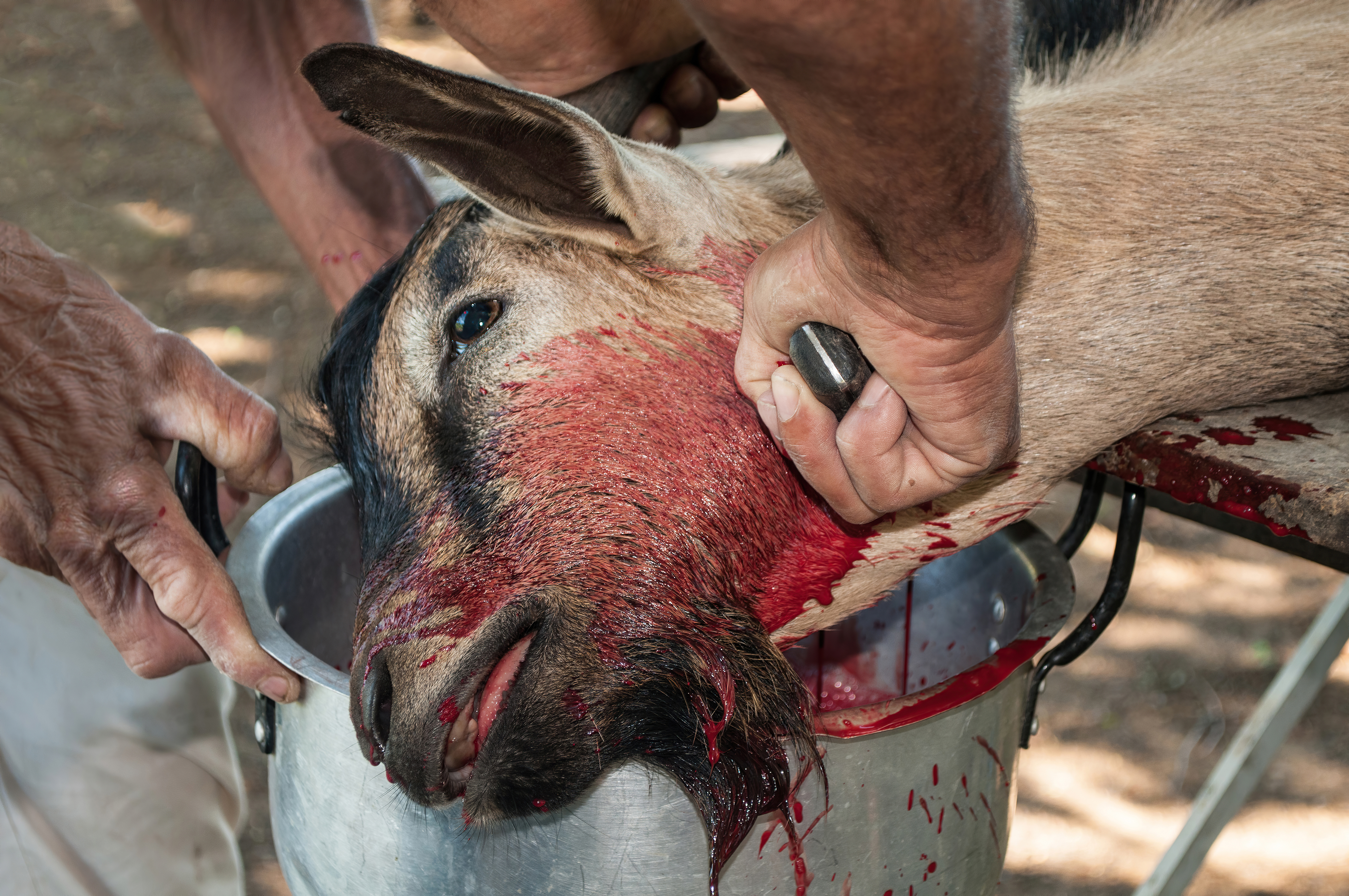
委内瑞拉玛格丽塔岛的圣诞節山羊獻祭

新约聖經曾提到动物祭，例如耶稣的父母曾牺牲两只鸽子（Luke 2:24 ）。
耶穌被他的使徒称为“上帝的羔羊”，所有祭物都指向他（希伯来书10）。 根据基督教救贖論，耶穌被钉十字架与大规模的动物祭相当，因为他的死是替所有人類的罪過贖罪。
一些基督教村莊會將動物祭當作一種崇拜的行為（尤其是在复活节），但實際上沒有一個基督教派的教義有規定必須進行動物祭。希腊的一些村庄以一种称为kourbania的习俗向东正教圣人献祭动物；亚美尼亚教会以及衣索比亞正教會中常可以看到信徒献祭一只羔羊或公鸡，这個習俗被称为matagh ，可能源于比基督教更古老的儀式；現代墨西哥部分信奉天主教的玛雅人會结合教会儀式與傳統习俗獻祭动物，这是西班牙人到来之前就存在的儀式。 

##### 斯特朗派耶穌基督後期聖徒教會
詹姆斯·斯特朗（James Strang）在其著作《Book of the Law of the Lord》（1851 年）的第7章和第40章中探討了动物祭。因為摩爾門經中禁止為罪獻祭，所以斯特朗認為獻祭並非作為贖罪之用，而是為了慶祝
斯特朗派（Strangite）只有男性牧師可以宰殺祭品，女牧師不行。現在斯特朗派的團體已經停止實行動物祭，但該教派的信徒仍然認為動物祭是符合教義的。除了動物祭之外，斯特朗派也會在作物收成時獻祭初熟的果實。
耶稣基督后期圣徒教会和基督社区这两个最大的后期圣徒教派都没有接受斯特朗派的教义。

#### 伊斯兰教
宰牲节是伊斯兰教一年一度舉行動物祭的节日。為了紀念亞伯拉罕用山羊代替其子獻祭給上帝的典故，参加過朝觐的穆斯林當天必须獻祭一隻羊或和其他人合資獻祭一隻牛或駱駝。還沒去過麥加朝觐的穆斯林也会一起慶祝宰牲節，有時也會進行簡單的動物祭，主要選擇綿羊、羊、牛或駱駝，有些地區也會獻祭水牛。宰牲後的肉會分为三份，一份由獻祭的家庭自家食用，一份送给亲朋好友，最後一份送给贫穷的穆斯林，人們在清真寺或廣場進行公開禱告之後會舉辦宴會。據關於宰牲節的報導，土耳其每年约有250萬头绵羊、奶牛和山羊被獻祭，巴基斯坦每年則大約會獻祭1000萬頭牲畜，而印尼在2014年的宰牲節獻祭了80萬頭動物。
根据坎波（Campo）的说法，宰牲節的習俗在伊斯蘭教出現以前就已經流行於阿拉伯西部。菲利普斯图尔特（Philip Stewart）的研究認為，古蘭經並沒有要求信徒進行動物祭，伊斯蘭教的動物祭應該是來自對其他伊斯蘭文本的解讀。 

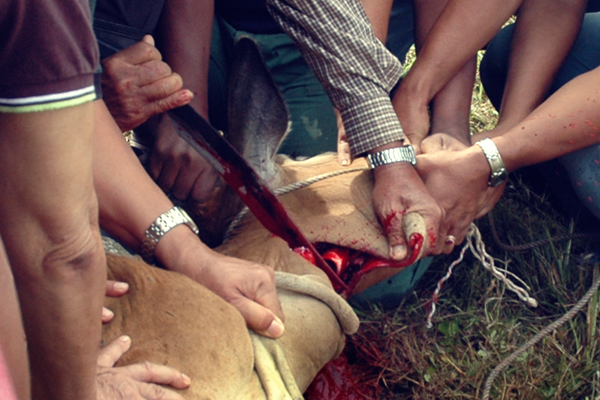
开斋节献牛。

穆斯林在朝觐期间也會獻祭動物，這是朝聖儀式的一部分，麥加附近的米納城每年有約100萬隻動物被獻祭。其他會舉行動物祭的場合還有Aqiqah儀式（伊斯蘭教歡迎新生兒的儀式，類似天主教的洗禮），在嬰兒出生的第七天，會為嬰兒剃髮、命名並宰殺牲畜，人们相信透過獻祭將孩子與宗教連結在一起，可以保护孩子免受邪恶的侵害。

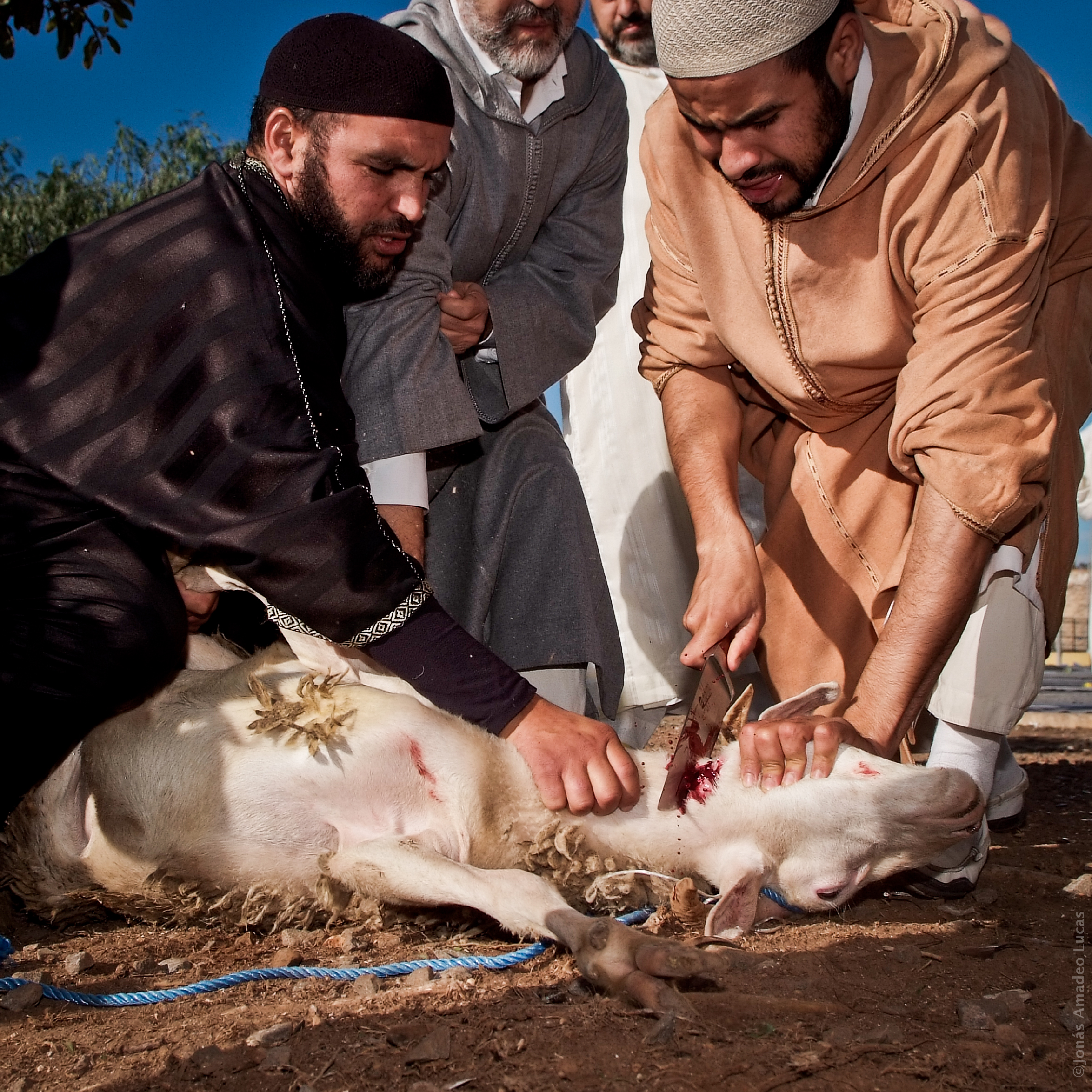
獻祭山羊。

平日依照教規宰殺牲畜，因為不是祭祀，只是供自己食用，所以不是動物祭。 

### 印度教
印度教的动物祭大多与性力派有關，深深植根于当地當地的民間信仰中，但有些印度教经典禁止动物祭，包括薄伽梵歌和往世書。

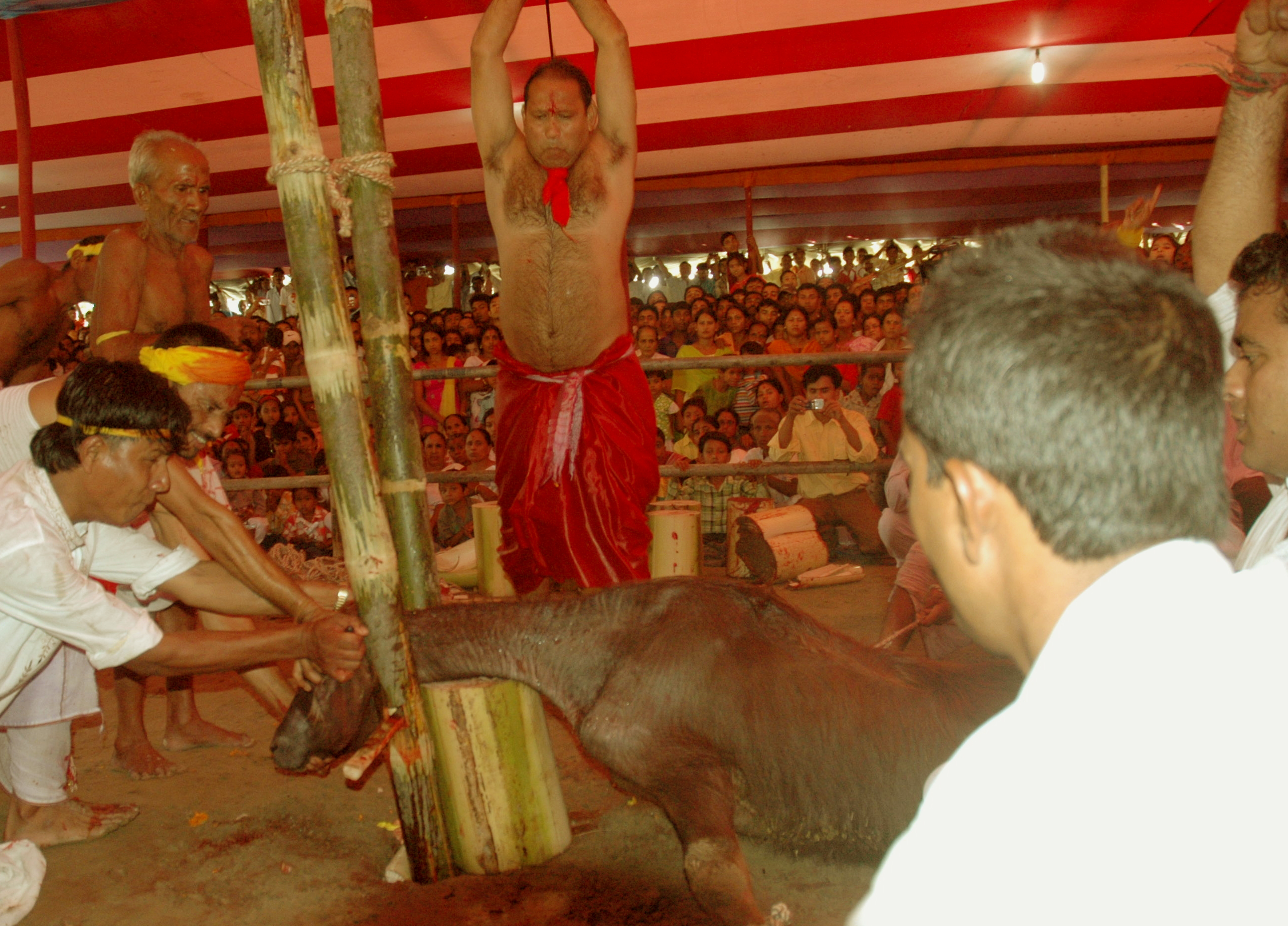
在難近母法會上，一头公的小水牛即将被献祭。這個习俗在当代印度已經很少见了。

在印度东部各邦的九夜节期间，动物祭是慶祝活動的一部分。在九夜節的難近母法會中，人們會獻祭動物給難近母，因为傳說中這個女神曾經殺死牛魔（Mahishasura）拯救眾神，人们相信獻祭牛給祂會激发女神对牛魔的猛烈报复。根据克里斯托弗·富勒（Christopher Fuller）的说法，印度教徒除了九夜節和某些性力派儀式外很少獻祭動物，但仍然會有大量動物在會獻祭動物的節日被宰殺。一些性力派社群會以象征性的儀式來代表難近母戰勝牛魔，而不會真的殺死動物。
拉贾斯坦邦的拉杰普特人在九夜節會祭祀武器和马匹，過去還會向被稱为Kuldevi的女神献祭一只山羊，現在某些地方還有保留這個習俗。Kuldevi是戰士和貞婦（pativrata）的守護神，當地拉傑普特人在和穆斯林作戰期間非常崇敬祂。仪式中必須把祭品一擊斃命，以前這個儀式還會被當作成年和從軍前的考驗。 
在印度北部的瓦拉納西市，素食祭祀正在取代動物祭的傳統。
在印度的阿萨姆邦和西孟加拉邦以及尼泊尔有些夏克提派的印度教寺庙會向時母和難近母（兩者均被視為夏克提女神的化身之一）獻祭山羊、鸡甚至水牛以崇拜婆罗门的陰性能量。
在印度（尤其是马哈拉施特拉邦西部）某些聖林中，人们会獻祭动物來安抚本应统治这些林地的女性神灵。 
尼泊尔在加迪邁节會大量獻祭动物（2015年被禁止）。据推测，2009年有超过25萬只动物被宰殺，超過500万名信徒参加。
某些印度村莊會把動物（通常是山羊）斬首，将血液涂抹在寺庙外的柱子上来向祭祀地方神靈或進行提毗儀式，例如印度奥里萨邦鮑德加爾區一年一度的狂歡節（Jatra，一種節日類型），會在當地守護神Kandhen Budhi面前獻祭山羊和家禽，每三年還會舉辦一次Ghusuri（小豬之意）法會。 
峇厘島的印度教有一種稱為Tabuh Rah的動物祭儀式，其中會遵循古老而複雜的儀式進行神聖的鬥雞以安撫惡靈。
印度教的卡利卡往世書中也提到了活人祭祀。文本的第67章到第78章單獨成為《Rudhiradhyaya》一書，其中因為罕見地談到了人祭而出名。內容提到为了可以為了取悦女神进行活人獻祭，但必须在战争或緊急危難的情況下，且在進行前必須得到王子的同意。除了人祭以外，《Rudhiradhyaya》還探討了峇厘島的動物祭和左道性力派的儀式。印度的国家犯罪记录局（NCRB）直到2014年才开始收集關於人祭的資料。根據他們的資料庫，2014年至2016年间共發生51起人祭案件，遍布14个邦。

### 遠東

#### 漢人

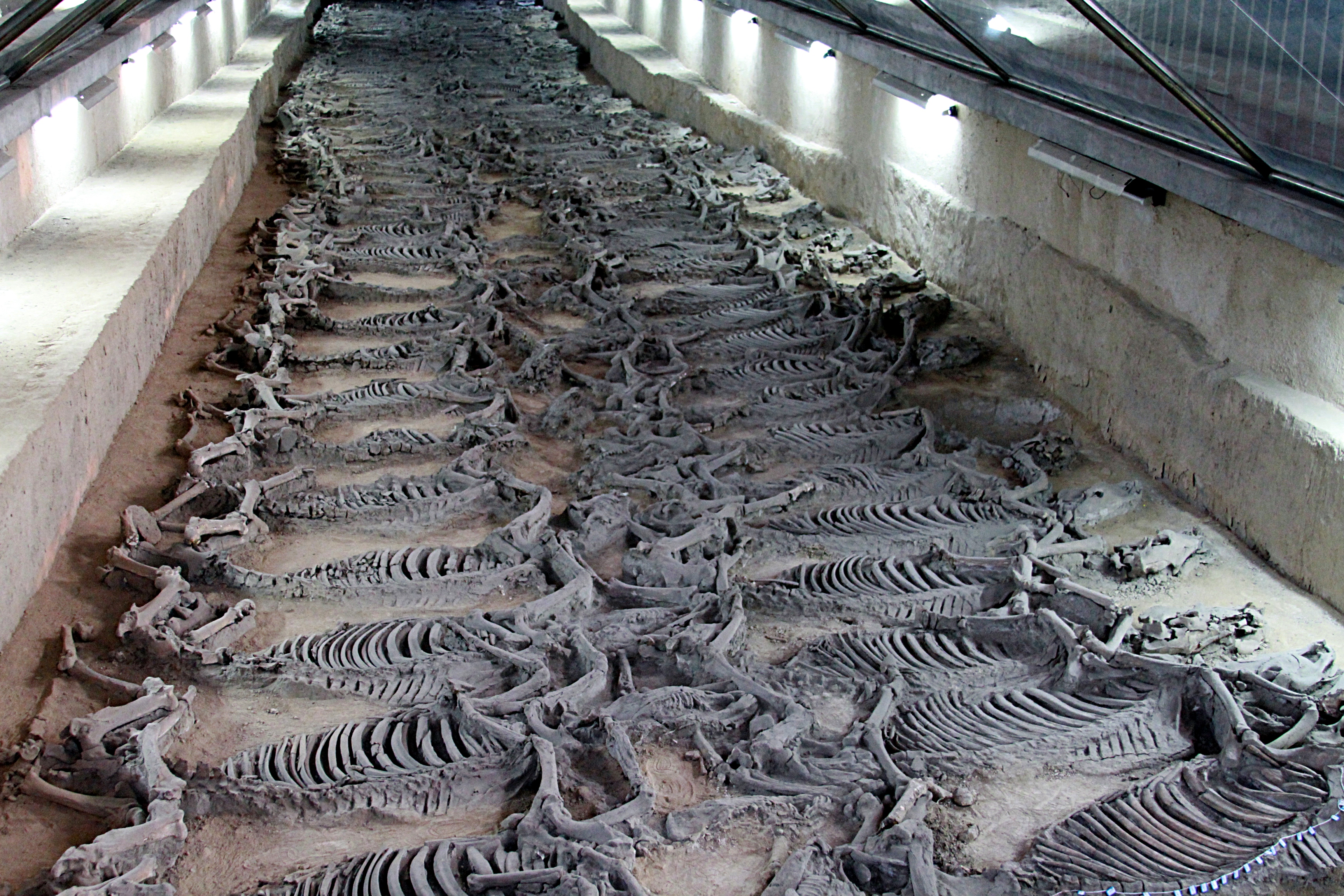
公元前 5 世纪，中国，獻給齊景公的马祭

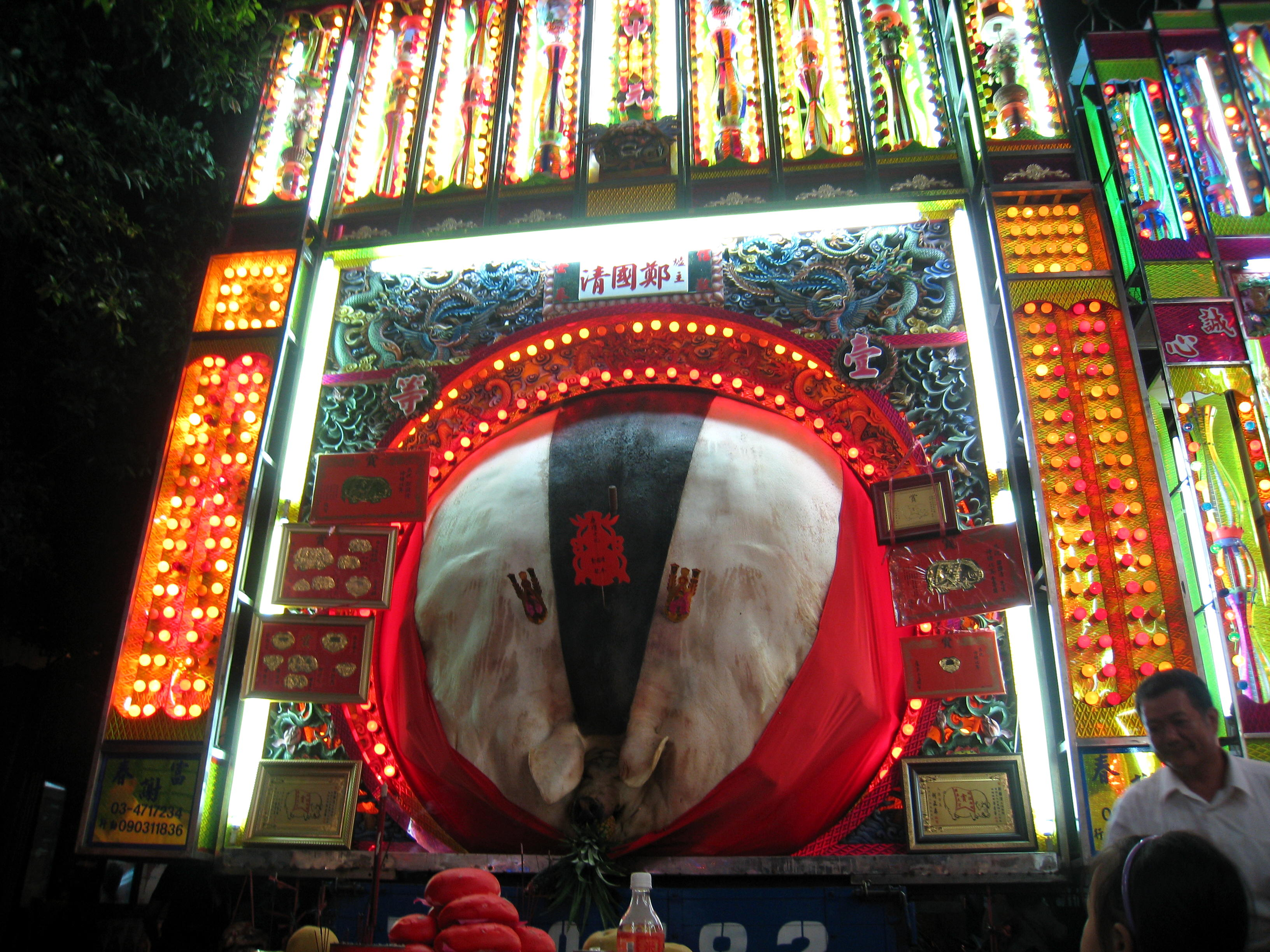
桃園地區的中元普渡；神豬、金牌與祭品

中國在商、周時代，貴族有一套非常複雜的祭祀制度，會被獻祭的動物有狗（幫助神靈狩獵）、馬、羊和豬等，有時也會舉辦人祭

。春秋戰國時，幾乎所有哲學流派都反對人祭。儒家則仔細研究並保存了周朝的動物祭制度（見禮記），祭祀規格由高而低為太牢、少牢、特牲、特豕、特豚、魚、臘、豆等，由犧牲數目和種類的不同來區別尊卑。其中太牢禮必須獻祭一隻全牛，原本只有天子可以使用，但自從漢高祖以太牢之禮祭孔子後

，祭孔大典也會使用太牢禮。
佛教禁止一切形式的殺生，道教一般不喜殺生。   一些民間化的道教和中國民間信仰接受动物供品，如鸡、猪、山羊、鱼等，例如臺灣的拜豬公習俗。此外台湾高雄市已經禁止在道觀供俸葷食。

#### 日本
日本的阿伊努人會实行稱為送熊的傳統儀式。

## 非洲

### 传统非裔宗教
非洲傳統宗教和美国黑人宗教中经常进行动物祭。 在美國，動物權利與宗教自由的衝突經常導致法律爭議，而美国最高法院在海厄利亞市拉庫米教會訴案中作出的判決具有里程碑意義。
海厄利亚市于1993年支持Santería信徒有在美国境內实行动物祭的权利。

## 美洲

#### 奇穆人
考古學家曾經在位於萬查科（Huanchaco）的奇穆王國遺址「昌昌」（Chan Chan）發現大量駱馬和兒童被獻祭，可能是為了祈求神靈停止聖嬰現象帶來的天災

#### 印加人
古代印加人有焚烧羊驼及精心制作小服装献给帕查瑪瑪的習俗。

## 環太平洋

### 南島語族
泰雅族、太魯閣族和賽德克族認為厄運或者Utux（Rutux、Lyutux）降下的懲罰會在共食團體中「傳染」，當血族團體中有人觸犯禁忌或遭遇不幸時，會舉行祭祀（kbalay gaga），儀式中一定要殺豬，藉由流出的牲血洗去家族成員身上的不幸或罪惡，並藉由獻上的牲口向Utux贖罪。

祭祀後的牲肉由共食團體成員分食。